# Josef Dosoudil
Josef Dosoudil (22. března 1875 Jarohněvice – 1934) byl rakouský politik z Moravy; poslanec Moravského zemského sněmu.

## Biografie
Pokřtěn byl jako Josef Vladislav Otakar Dosoudil. Narodil se v Jarohněvicích jako syn půlláníka Jana Dosoudila. Působil jako rolník v Jarohněvicích. Vychodil obecnou místní školu a od roku 1886 studoval na českém gymnáziu v Kroměříži. Následně studoval na střední hospodářské škole v Přerově. Absolvoval ji roku 1893. Pak studoval na Vysoké škole zemědělské ve Vídni. Roku 1896 sloužil coby jednoroční dobrovolník v armádě a byl jmenován záložník důstojníkem. Byl aktivní ve veřejném životě v domovské obci. Byl předsedou rolnického cukrovaru.
Počátkem 20. století se zapojil i do vysoké politiky. V zemských volbách v roce 1906 byl zvolen na Moravský zemský sněm, kde zastupoval kurii venkovských obcí, český obvod Kroměříž okolí, Zdounky. Mandát zde obhájil v zemských volbách v roce 1913. V roce 1906 se na sněm dostal jako kandidát agrárníků (Českoslovanská strana agrární). Stejně tak v roce 1913.

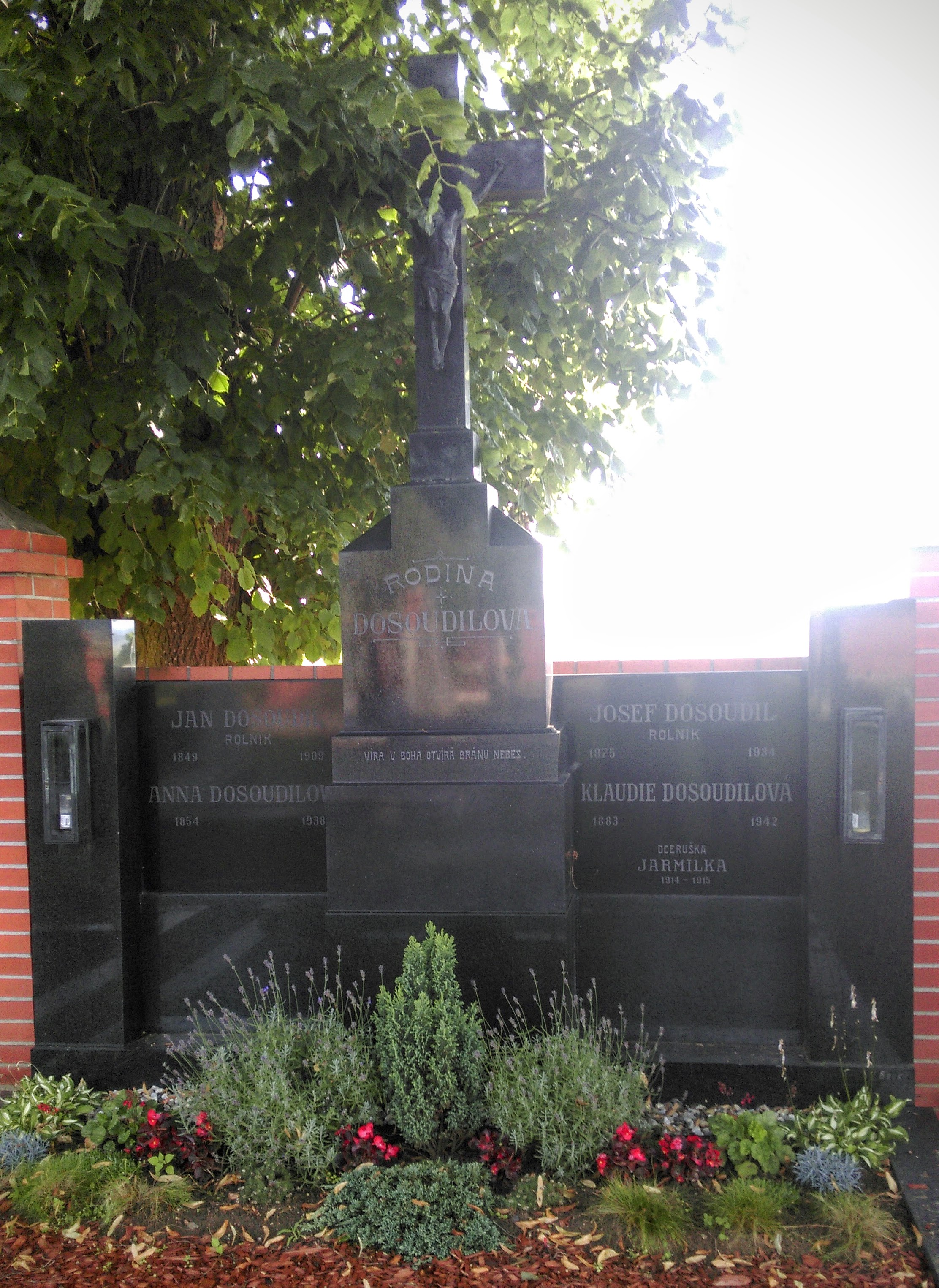
Rodinná hrobka na hřbitově v Jarohněvicích